# Fengshan
Fengshan (en chino, 凤山县; pinyin, Fèngshān xiàn; literalmente, ‘la montaña del fénix’, en zhuang, Fungsanh yen) es un condado bajo la administración directa de la Prefectura Hechi en la Región autónoma de Guangxi, República Popular China. Su área es de 1729 km² y su población total para 2020 superó los 160 mil habitantes.

## Administración
Desde octubre de 2022, el condado de Fengshan se divide en 9 pueblos que se administran en 3 poblados, 3 villas y 3 villas étnicas.